# Syedra gracilis
Syedra gracilis är en spindelart som först beskrevs av Menge 1869.  Syedra gracilis ingår i släktet Syedra och familjen täckvävarspindlar. Inga underarter finns listade i Catalogue of Life.